# Peugeot 607
Peugeot 607 je limuzina više srednje klase koju od 1999. proizvodi francuski proizvođač Peugeot.
Kada se pojavio na tržištu, 607 je zamijenio model 605, a koristio je istu šasiju kao i prethodnik, ali je imao značajno moderniji dizajn. Paleta motora je bila potpuno nova, a uključivala je dva benzinca obujma 2.2 i 3 litre te jedan dizelaš obujma 2.2 litre.
Dizajn 607-ice je laganije izmijenjen 2005., kada je u paletu motora uvršten i 2.7-litreni šesterocilindarski dizelski motor proizveden u suradnji s Jaguarom.